# Gare de Budakalász
La gare de Budakalász est une gare ferroviaire située dans la ville de Budakalász, dans le district de Szentendre, dans le comitat de Pest en Hongrie centrale, en Hongrie. Elle est desservie par la ligne H5 du HÉV de Budapest.

## Situation ferroviaire
La gare est située à 13 kilomètres du terminus Batthyány tér et à 7,9 kilomètres de Szentendre, à une altitude de 104 mètres. Elle se trouve sur la rue Vasutsor, près du lac Omszki, du terrain de football de Budakalász et du grand centre commercial, non loin de la frontière de Budapest.

## Histoire
Construite en 1888, c'est la première gare de la ligne de Szentendre située en dehors de Budapest.

## Service des voyageurs

### Intermodalité
Cette gare ne possède pas de correspondance avec le réseau BKV.

## À proximité
Près de la gare, on trouve l'église Exaltation de la Sainte Croix (Szent Kereszt Felmagasztalása templom), rue Ady Endre. La petite rivière Barát (Barát-patak) coule à proximité.